# M24 Chaffee
L'M24 Chaffee fu un carro armato leggero statunitense utilizzato durante la seconda guerra mondiale e in alcuni conflitti del dopoguerra tra cui la guerra di Corea e con l'esercito francese nella prima guerra d'Indocina e nella guerra in Algeria. Il soprannome "Chaffee" è in onore del generale dell'esercito statunitense Adna R. Chaffee Jr., uno dei maggiori artefici nello sviluppo dell'uso dei carri armati nelle forze armate degli Stati Uniti d'America.

## Storia e sviluppo
Il carro armato leggero M24 nacque per dare un successore più moderno ai carri leggeri M3/M5 Stuart. Un primo prototipo, soprannominato M7 fu respinto nel marzo 1943, e ciò indusse l'Ordnance Committee a richiedere delle specifiche tecniche per il nuovo carro, come il motore V8 Cadillac derivato da quello utilizzato dagli M3/M5 e un armamento primario dotato di un cannone da 75 mm. L'armamento fu la causa principale nella richiesta di un nuovo modello di carro leggero, in quanto i cannoncini da 37 mm montati sugli M5 non erano più sufficienti a soddisfare le richieste belliche in combattimento.
Nell'aprile del 1943 l'Ordnance Committee insieme alla Cadillac iniziarono lo sviluppo di un nuovo progetto, denominato Light Tank T24.
Come i precedenti carri l'M24 presentava uno scafo ed una torretta saldati ed un armamento secondario composto da due mitragliatrici calibro 7,62 (una nello scafo e l'altra montata in torretta) ed una cal. 12,7 montata su un perno per la difesa antiaerea. Dal carro M5 aveva inoltre ereditato i motori V8 Cadillac. Ma molte parti facevano parte di un progetto completamente nuovo. In primis le sospensioni erano su 5 ruote portanti e 3 reggicingolo (una tipologia che verrà ripresa in carri quali l'M41, l'M48 e l'M60) e non più a molloni verticali. Inoltre l'usuale cannone da 37 mm in uso presso i carri leggeri o le autoblindo, venne sostituito da un più potente 75 mm derivato dal pezzo che armava alcune versioni del bombardiere medio B-25 Mitchell.
Molti degli sforzi in fase di progettazione furono diretti nel mantenimento del peso del veicolo entro 20 tonnellate. La corazzatura fu progettata al massimo con 25 mm di spessore (ma con inclinazione di 60° gradi rispetto alla verticale).
Il 15 ottobre 1943 il prototipo del primo veicolo fu consegnato e la produzione iniziò nel 1944 con la denominazione Light Tank M24. Il mezzo venne prodotto in due fabbriche, da aprile presso le fabbriche Cadillac e da luglio presso la ditta Massey-Harris. La produzione venne interrotta nell'agosto del 1945 quando ben 4.731 M24 avevano ormai lasciato le linee di montaggio, anche se in parte furono destinati alle forze armate britanniche.

## La tecnica
Tecnicamente lo M24 fu uno dei migliori carri leggeri mai realizzati. Esso era di configurazione tradizionale: motore e trasmissione posteriore, armamento al centro e riduzione finale in prua. Una paratia separava la camera motore da quella dell'equipaggio. Il pilota sedeva alla sinistra della torretta ed aveva alla sua destra il suo secondo, che fungeva anche da marconista.
Le sospensioni a barre di torsione, unite agli ammortizzatori idraulici (simili a quelle del cacciacarri M.18), rendevano il carro una stabile piattaforma di tiro: esse comprendevano cinque rulli gommati portanti e quattro reggicingolo per ogni lato. Posteriormente vi era il rullo di rinvio, in acciaio, mobile per la regolazione della tensione del cingolo.
Lo scafo era caratterizzato da una bassa sagomatura e da un buon profilamento delle forme: esso era costituito da piastre in acciaio saldate elettricamente e con inclinazione ben studiata.
I motori erano due Cadillac serie 3G indipendenti l'uno dall'altro, situati nella parte posteriore dello scafo: essi erano del tipo 8V a carburazione, raffreddati ad acqua. La trasmissione comprendeva due frizioni idrauliche (una per motore) e due cambi epicicloidali a comando idraulico automatico per mezzo di regolatore centrifugo sulla trasmissione. Le marce erano quattro avanti con possibilità di escludere, con comando a mano, le due velocità superiori.
La trasmissione era completata da:
- Un gruppo di rinvio, situato all'uscita dei due cambi, che accoppiava la potenza dei due motori e che realizzava due rapporti di velocità (marce normali e ridotte) e la retromarcia, permettendo poi di escludere la trasmissione di ciascun motore;
- Un albero di trasmissione (che collegava il gruppo di rinvio al differenziale): esso era in due pezzi, con supporto centrale, giunti cardanici e a cannocchiale;
- Un differenziale, del tipo cilindrico controllato, a rapporto di riduzione fisso. Il moto di ciascun semiasse veniva trasmesso alle ruote dentate motrici attraverso un albero di trasmissione ed un gruppo di riduzione finale.
Per la sterzatura vi erano due freni sui semiassi del differenziale, comandati da due leve di direzione.
La torretta era in acciaio, ricavata parte per fusione e parte con piastre saldate elettricamente: essa era brandeggiabile per 360° mediante congegno meccanico a mano o oleodinamico, ed era armata con un cannone da 75/37 M6 a traiettoria tesa, munito di girostabilizzatore, con otturatore a cuneo a scorrimento orizzontale a manovra automatica, congegno di sparo meccanico o elettrico, puntamento a cannocchiale mediante reticolo graduato oppure a mezzo di periscopio con cannocchiale incorporato. Per il puntamento diretto il pezzo faceva uso di un indicatore azimutale e di un quadrante di direzione.
L'armamento secondario comprendeva una mitragliatrice Browning da 12,7 mm contraerea in torretta, una Browning da 7,62 mm abbinata al cannone ed una terza Browning, anch'essa da 7,62 mm davanti al secondo pilota. L'armamento era completato, in origine, da un mortaio Tower da 50 mm, sistemato in torretta.
I portelli di accesso erano quattro normali, più uno di emergenza nel fondo dello scafo in corrispondenza del secondo pilota. La visibilità era assicurata (a portelli chiusi) da iposcopi per i piloti e da un cannocchiale di puntamento, inoltre era presente un periscopio con cannocchiale incorporato a sei prismi di cristallo tipo Bezel nella cupola di osservazione del capocarro.
L'impianto elettrico, a 24 V, comprendeva quattro batterie da 6 V collegate in serie, due dinamo a 24 V e 50 A/h, cavi schermati, soppressori di resistenza e filtri. L'apparecchiatura radio era costituita da una stazione SCR528 e, nei carri comando, da una SCR508 (due ricevitori).Vi era poi una AN/VCR 3 per il collegamento con la fanteria e un telefono per il collegamento carro terra e viceversa.
L'equipaggio era di cinque uomini: due nello scafo (primo e secondo pilota) e tre in torretta (capocarro, tiratore e servente).

## Impiego operativo

### Nella seconda guerra mondiale

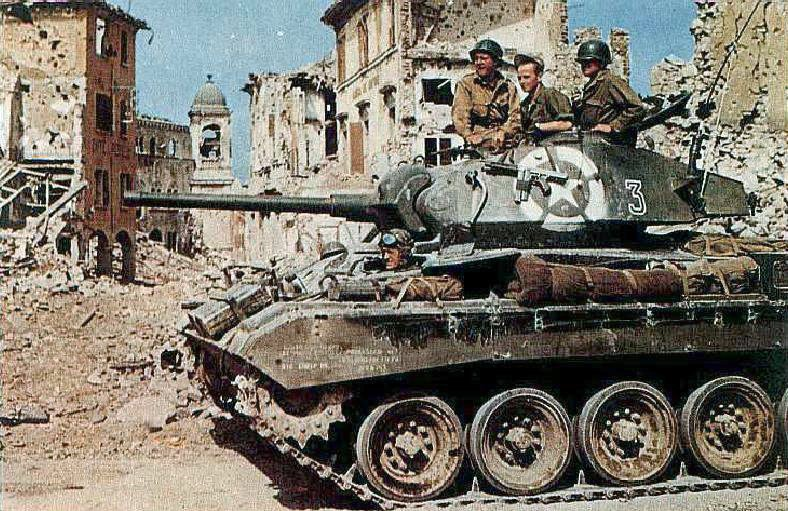
Un M24 a Vergato, provincia di Bologna, primavera 1945

I primi trentaquattro M24 raggiunsero l'Europa nel novembre 1944 assegnati al U.S. 2nd Cavalry Group meccanizzato in quel momento in Francia. Questi vennero distribuiti alla compagnia F del 2º battaglione di cavalleria di ricognizione, e al 42º battaglione di cavalleria di ricognizione, ciascuno con diciassette M24. Durante la battaglia delle Ardenne nel dicembre 1944, queste unità vennero poi mandate nel settore meridionale, solo due M24 servirono con il 740º Battaglione carri della Prima armata americana.
Gli M24 iniziarono a essere distribuiti solo nel dicembre 1944 alle unità di prima linea, per questo motivo alla fine della guerra ancora molte unità erano dotate dei vecchi M5 e alcune divisioni corazzate addirittura ricevettero i loro primi M24 a guerra ormai finita.
Pertanto il carro non partecipò ad azioni di rilievo se si escludono le ultime battaglie sul fronte occidentale, o la battaglia di Okinawa nel fronte del Pacifico. L'M24 rappresentò un notevole passo in avanti rispetto all'M5 sia come armamento che come protezione.
Il carro presentò diverse migliorie, soprattutto nelle prestazioni fuori strada e nell'affidabilità, ma risultava comunque un veicolo troppo pesante come mezzo da ricognizione. Inoltre il suo cannone da 75 mm si rivelò non all'altezza contro i Panzer tedeschi, anche se il nuovo armamento permise comunque agli equipaggi di avere maggiore autonomia e maggiore potenza di fuoco.
Anche la corazzatura dell'M24 risultò insufficiente negli scontri con i più moderni carri e cacciacarri tedeschi, ma il problema principale fu il suo tardivo impiego in Europa che non permise la completa sostituzione con gli M5.

### La guerra di Corea
Il carro diede ottima prova di sé durante la Guerra di Corea ove dimostrò di essere un veicolo molto agile ed affidabile, anche se perse nettamente il confronto con i T-34/85 nordcoreani, meglio blindati e armati. Per questo l'M24 fu utilizzato soprattutto in operazioni di supporto dei più potenti M4 Sherman, M26 Pershing e M48 Patton.

### Negli altri eserciti

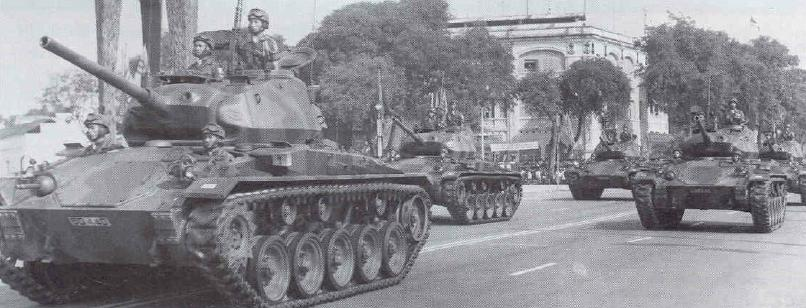
Un M24 dell'esercito sudvietnamita

Come altri modelli prodotti durante la seconda guerra mondiale, l'M24 fu venduto a molti eserciti di tutto il mondo con diversi impieghi in diversi conflitti locali. Nell'US Army il carro venne sostituito dal M41 Walker Bulldog. La Francia impiegò i suoi M24 in Indocina in operazioni a supporto di fanteria, con buoni risultati. Dieci M24 furono impiegati nella battaglia di Dien Bien Phu, dove, nel dicembre 1953, vennero smontati e trasportati per via aerea e nella piazzaforte riassemblati da un'officina mobile della legione straniera per fornire supporto di fuoco alla guarnigione. Questi dieci M24 spararono circa 15.000 proiettili nel lungo assedio che le forze Viet Minh attuarono nella conquista del campo nel maggio 1954.
La Francia impiegò gli M24 anche in Algeria. L'ultimo M24 fu visto in azione di guerra durante la guerra indo-pakistana del 1971, dove circa 66 Chaffee pakistani di stanza in Bangladesh furono facile preda dei carri armati di produzione sovietica dell'esercito indiano. Sebbene sia l'Iran che l'Iraq possedessero degli M24 prima della guerra Iran-Iraq, non c'è testimonianza del loro uso in quel conflitto.
Nel 1972 l'esercito norvegese ha deciso di mantenere attivi 54 dei loro 123 carri M24 come veicoli da ricognizione dopo che erano stati sostanzialmente ammodernati e ridenominati NM-116. Questo programma di ammodernamento è stato gestito dalla ditta Thune-Eureka, con l'impresa americana NAPCO che si incaricò dello sviluppo di un migliore pacchetto sulla base intorno al motore diesel 6V53T utilizzati per gli M113 statunitensi, accoppiato ad una trasmissione Allison MT-653. L'originale cannone da 75 mm M6 L/39 venne sostituito con un francese D-925 da 90 mm e una mitragliatrice pesante calibro .50. La posizione di prua del mitragliere fu eliminata in favore di un migliore stivaggio delle munizioni. Fu poi installato un nuovo sistema di puntamento, con telemetro laser LV3 Simrad. Alcune imprese norvegesi convertirono anche otto carri leggeri M24 in veicoli di recupero corazzati a sostegno dei NM-116.
Alcuni modelli modificati furono poi impiegati dall'esercito cileno e da quello Uruguayano fino al 1999.

#### Esercito Italiano
Nell'Esercito Italiano il carro armato venne immesso in servizio a partire dal 1950, ed assegnato in buon numero alle unità di cavalleria (squadroni carri), dei carristi e dei bersaglieri. Il carro ha equipaggiato in un primo tempo gli squadroni carri leggeri (15 esemplari) dei Reggimenti Cavalleria blindata.

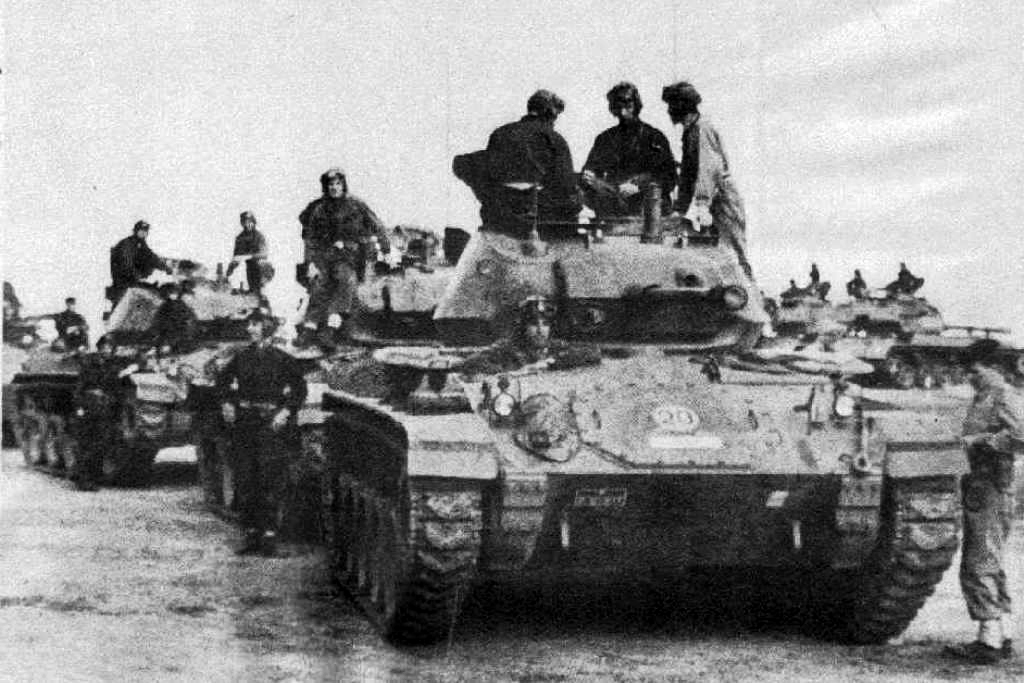
M24-Chaffee dell'Esercito Italiano in esercitazione

Nei primi anni cinquanta ognuna delle tre divisioni corazzate "Centauro" "Ariete" e "Pozzuolo del Friuli" ne contava 23 esemplari. Dal 1954 furono inseriti nel reggimento bersaglieri e nelle compagnie comando dei reggimenti carri. Dal 1961, infine, gli M24 ancora in servizio andarono ad equipaggiare i Battaglioni Esploranti Divisionali (B.E.D.) dei reggimenti corazzati delle divisioni fanteria di pianura e i plotoni esploratori di quelli autonomi di supporto o i Gruppi esploranti Divisionale (G.E.D.) delle Divisioni corazzate.

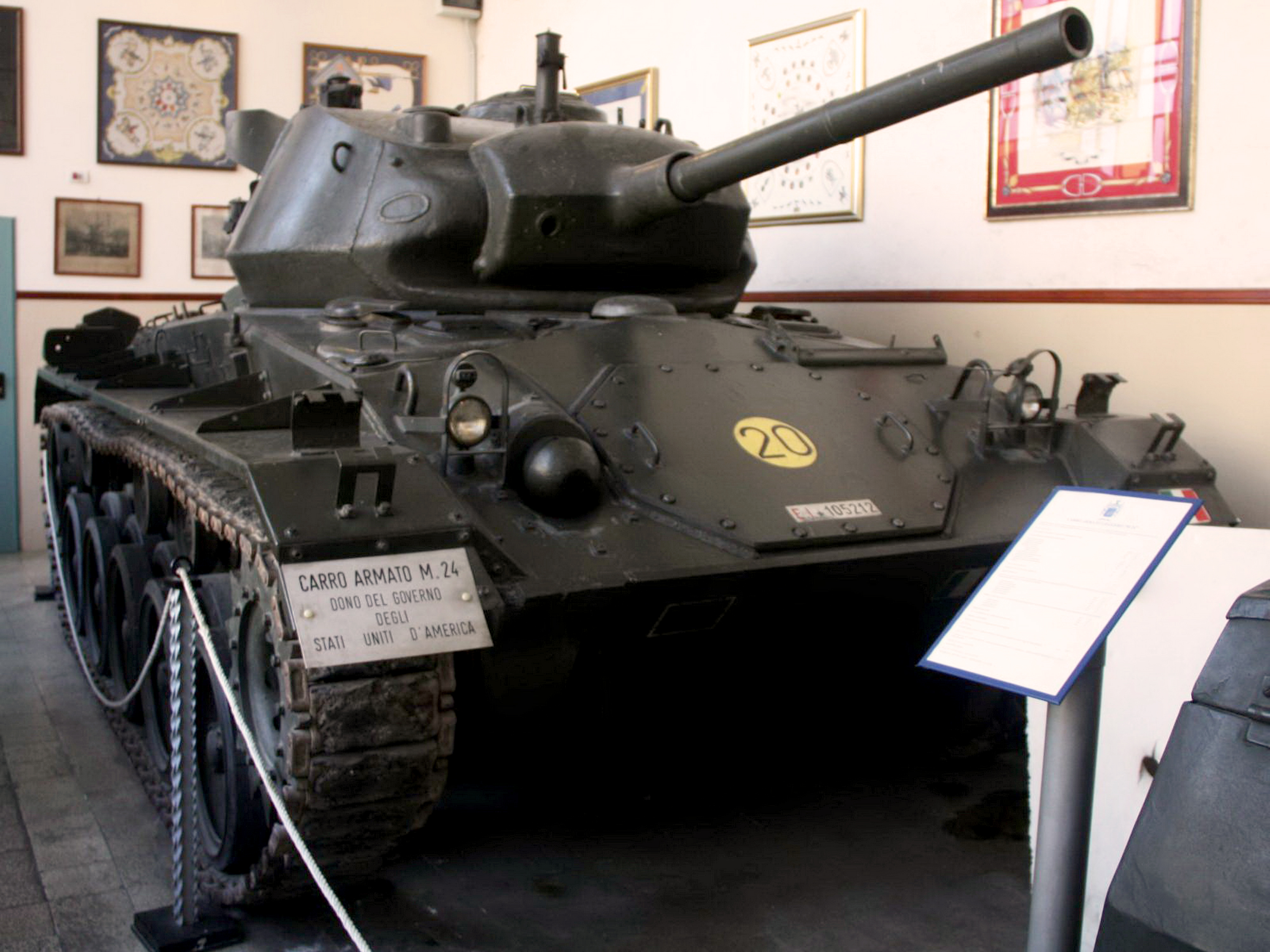
M24-Chaffee dell'Esercito Italiano al Museo storico dell'Arma di cavalleria di Pinerolo

I carri distribuiti all'Esercito Italiano erano caratterizzati dagli alloggiamenti dei gruppi di riduzione finale stampati in un sol pezzo con la lamiera inferiore di prua ed erano privi del parabrezza per il pilota, presente nei primi esemplari prodotti. 

Rispetto al prototipo, appariva eliminato il faro di torretta ed aggiunto il supporto anteriore per la mitragliatrice M2HB; posteriormente, sulla destra, era montato l'interfono BC 1362, mentre due taniche da 20 litri erano sistemate sui parafanghi posteriori dai quali vennero ben presto eliminate le schermature laterali. Al posto dell’originale mortaio da 2’’ in torretta (già soppresso negli Stati Uniti dal 1946) era montato un supporto di antenna. I carri forniti in un secondo tempo, avevano i gruppi di riduzione finale accessibili anteriormente mediante piastre imbullonate.
Dismessi progressivamente nel corso degli anni sessanta con gli ultimi carri armati usciti di scena nel 1970, ne esistono ancora tre esemplari, privi dell'armamento secondario, uno presso la Brigata Ariete (EI 103056), un altro al Museo S.M.M., ed un terzo (EI 105212) a Pinerolo nel Museo storico dell'Arma di cavalleria.

## Varianti

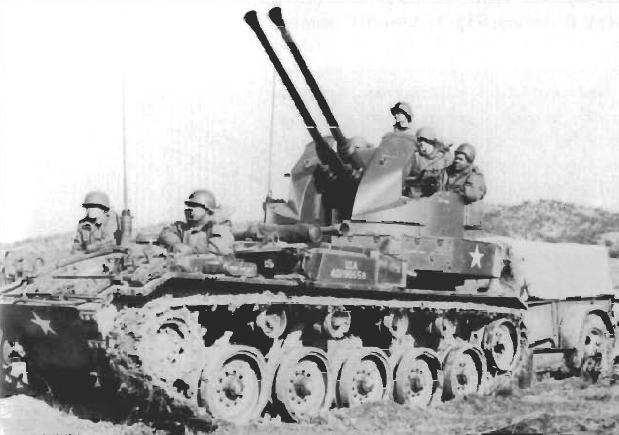
M19 Twin 40 mm Gun Motor Carriage

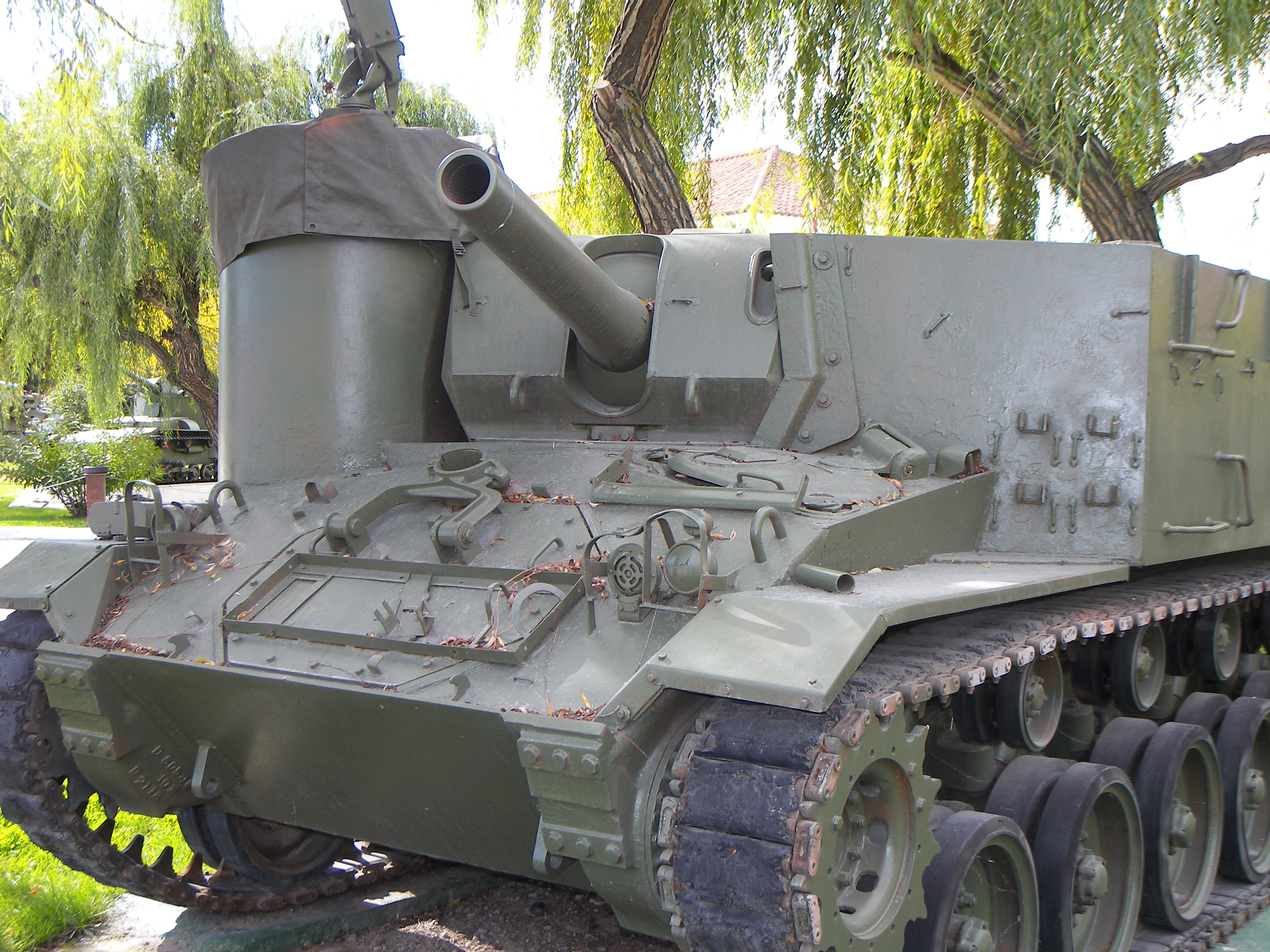
M37 con obice da 105 mm dell'esercito spagnolo

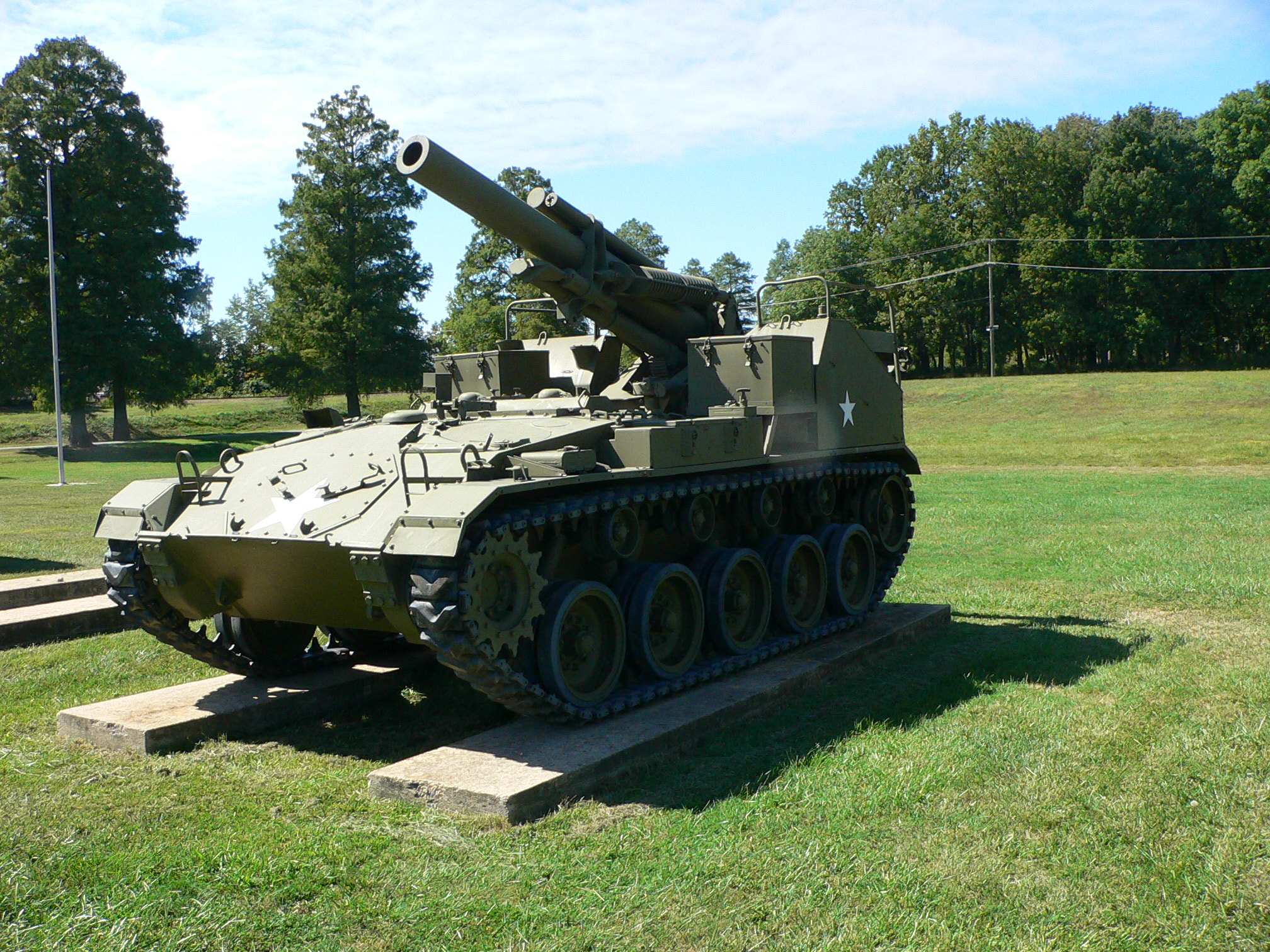
M41 con obice da 155 mm esposto all'US Army Ordnance Museum.

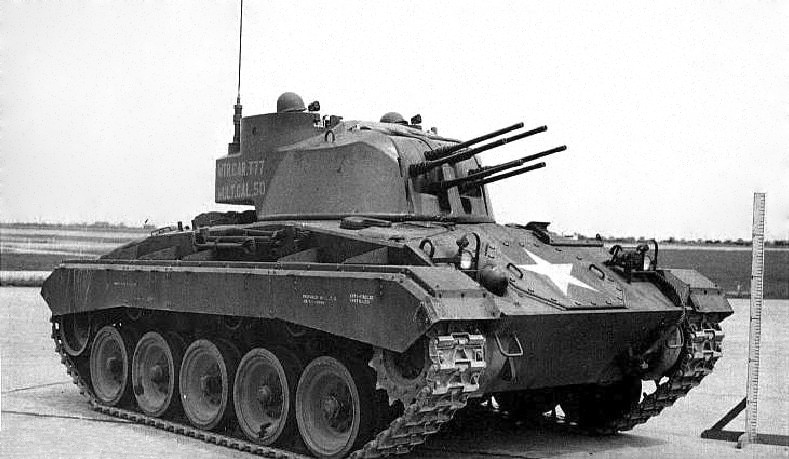
Un T77 Multiple Gun Motor Carriage

- Light Tank T24 - Primo prototipo, denominato Light Tank M24.
- Light Tank T24E1 - Prototipo con motore Continental R-975-C4 e trasmissione Spicer.
- M19 Gun Motor Carriage - Motore spostato al centro, e nuovo armamento con cannoncino da 40 mm M2 in funzione antiaerea (336 colpi). 904 ne furono ordinati nell'agosto 1944, ma solo 285 furono consegnati.
- M37 105 mm Howitzer Motor Carriage - Semovente con obice 105 mm M101 (126 colpi). Nato con l'intento di sostituire l'M7 Priest. 448 ordinati, 316 consegnati.
- M41 Howitzer Motor Carriage (Gorilla)

Semovente con obice 155 mm M114 montato nella parte posteriore. 250 ordinati, 60 consegnati.
- T77 Multiple Gun Motor Carriage.

Armato con 6 mitragliatrici Browning M2 in .50 BMG montate su una nuova torretta.
- T9, T13 Utility vehicles.
- T22E1, T23E1, T33 Cargo carriers.
- T42, T43 Cargo tractors.

Su scafo T33, il T42 montava la trasmissione dell'M18 Hellcat; l'M43 fu la versione leggera dell'M42.
- T9.

Modello bulldozer
- T6E1 Tank recovery vehicle.

### Modelli stranieri
- NM-116

Modello modificato dalle forze armate norvegesi.
- Negli anni '50 a parecchi M24 francesi venne sostituita la torretta con quella dell'AMX-13.
- L'M38 Wolfhound, prototipo di autoblindo nacque con la torretta dell'M24.

### Equipaggiamenti addizionali
- M4

Kit per M24 bulldozer movimento terra.

## Operatori
- Austria
- Arabia Saudita
- Belgio
- Cile

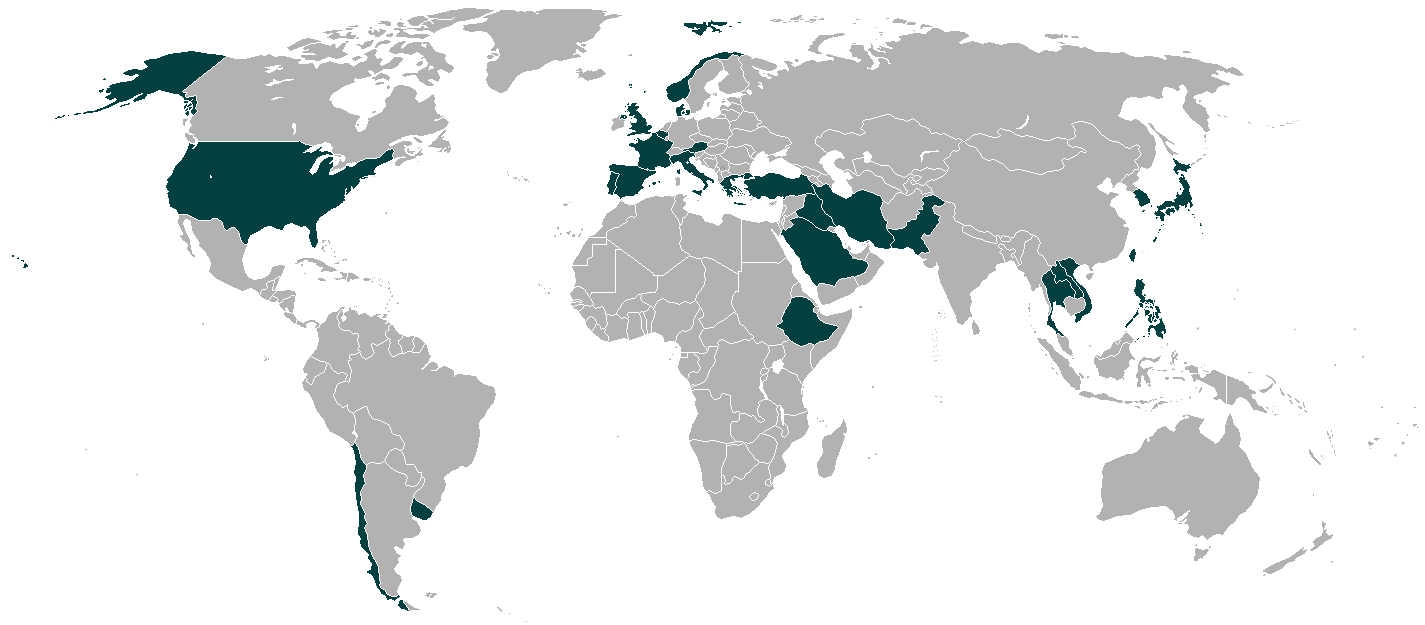
Paesi presso cui il carro è stato in servizio

- Corea del Sud - 30 Chaffee utilizzati come carri addestramento
- Danimarca
- Etiopia
- Filippine
- Francia
- Giappone
- Grecia
- Iran
- Iraq
- Italia
- Laos
- Norvegia - 123 entrati in servizio negli anni cinquanta, l'ultimo Chaffee uscì di servizio nel 1993
- Pakistan
- Portogallo
- Regno Unito
- Spagna
- Taiwan
- Thailandia
- Turchia
- Uruguay
- Vietnam
- Vietnam del sud

## Curiosità

Il carro armato con don Camillo e Peppone

- Un M24 Chaffee italiano, compare in una celebre sequenza del film Don Camillo e l'onorevole Peppone, del 1955.
- Gli M24 rappresentano i carri Sherman nelle scene di guerra del celebre film La battaglia dei giganti del 1965, che si ispira alla battaglia delle Ardenne del 1944.
- Diversi M24 furono impiegati per impersonare i carri della divisione Ariete nel film La battaglia di El Alamein del 1969